# Морган (округ, Іллінойс)
Шаблон:StateAbbr_ 39°43′ пн. ш. 90°12′ зх. д. / 39.71° пн. ш. 90.2° зх. д.
Округ Морган (англ. Morgan County) — округ (графство) у штаті Іллінойс, США. Ідентифікатор округу 17137.

## Історія
Округ утворений 1823 року.

## Демографія
За даними перепису
2000 року
загальне населення округу становило 36616 осіб, зокрема міського населення було 23512, а сільського — 13104.
Серед мешканців округу чоловіків було 18183, а жінок — 18433. В окрузі було 14039 домогосподарств, 9251 родин, які мешкали в 15291 будинках.
Середній розмір родини становив 2,92.
Віковий розподіл населення поданий у таблиці:
| Стать    | До 15 років | 15-21 | 22-29 | 30-39 | 40-49 | 50-65 | 65-85 | Понад 85 |
| -------- | ----------- | ----- | ----- | ----- | ----- | ----- | ----- | -------- |
| Чоловіки | 3446        | 2234  | 1916  | 2665  | 2775  | 2904  | 2004  | 239      |
| Жінки    | 3223        | 2153  | 1550  | 2373  | 2632  | 3038  | 2853  | 611      |

## Суміжні округи
- Кесс — північ
- Сенґамон — схід
- Макупін — південний схід
- Ґрін — південь
- Пайк — захід
- Скотт — захід
- Браун — північний захід

## Виноски
1. ↑  US Decennial Census. US Census Bureau. Архів оригіналу за 19 липня 2018. Процитовано 7 липня 2014.
2. ↑  Historical Census Browser. University of Virginia Library. Архів оригіналу за 11 серпня 2012. Процитовано 7 липня 2014.
3. ↑  Population of Counties by Decennial Census: 1900 to 1990. US Census Bureau. Архів оригіналу за 24 квітня 2014. Процитовано 7 липня 2014.
4. ↑  Census 2000 PHC-T-4. Ranking Tables for Counties: 1990 and 2000 (PDF). US Census Bureau. Архів оригіналу (PDF) за 18 грудня 2014. Процитовано 7 липня 2014.
5. ↑  State & County QuickFacts. US Census Bureau. Архів оригіналу за 7 червня 2011. Процитовано 7 липня 2014.(англ.) Наведено за англійською вікіпедією.
6. ↑  American FactFinder. Бюро перепису населення США. Архів оригіналу за 26 лютого 2012. Процитовано 31 січня 2008.

| США | Це незавершена стаття з географії США. Ви можете допомогти проєкту, виправивши або дописавши її. |